# Sông Đà (phường)
Sông Đà là một phường thuộc thị xã Mường Lay, tỉnh Điện Biên, Việt Nam.

## Địa lý
Phường Sông Đà nằm ở phía bắc thị xã Mường Lay, có vị trí địa lý:
- Phía đông giáp huyện Mường Chà
- Phía tây, bắc giáp tỉnh Lai Châu
- Phía nam giáp phường Na Lay và xã Lay Nưa.

Phường Sông Đà có diện tích 29,33 km², dân số năm 2022 là 1.003 người, mật độ dân số đạt 34 người/km².

## Hành chính
Phường Sông Đà được chia thành 5 tổ dân phố: 1, 2, 3, 4, 5 và bản Huổi Min.

## Lịch sử
Ngày 26 tháng 8 năm 2019, HĐND tỉnh Điện Biên ban hành Nghị quyết số 124/NQ-HĐND về việc:
- Sáp nhập một phần của TDP 3 vào TDP 1.
- Sáp nhập phần còn lại của TDP 3 vào TDP 2.
- Đổi tên TDP 5 thành TDP 3.
- Đổi tên TDP 6 thành TDP 5.